# The Sims Mobile
The Sims Mobile é um jogo de simulação de vida baseado no The Sims 4 e no The Sims FreePlay para dispositivos Android e iOS. Foi anunciado em 9 de maio de 2017 em um trailer de lançamento. O jogo foi lançado em 6 de março de 2018. Possui um componente multiplayer e inclui elementos da história.

## Jogabilidade
No The Sims Mobile, os jogadores são capazes de criar Sims únicos com o criador de personagens no jogo (Crie-um-Sim), construir casas, iniciar famílias e controlar a vida de seus Sims. O jogo introduz elementos multiplayer, já que os jogadores podem interagir com os Sims de outros jogadores participando de suas festas ou classificando seus Sims como "Bonitinho, Quente ou Fabuloso" através de um sistema de adesivos.
Semelhantemente aos jogos-móveis anteriores na franquia The Sims, a energia é usada quando os jogadores realizam ações com seus Sims. A energia pode ser restaurada através do SimCash, que é obtido através de missões e micro transações no jogo. O SimCash também pode ser usado para comprar certas opções de roupas e móveis premium no jogo.
Comparado ao seu antecessor The Sims FreePlay, o The Sims Mobile oferece uma experiência mais próxima da série de jogos PC, contendo objetos, roupas e designs próximo ao The Sims 4 Há um foco em contar histórias através das ações do Sim, escolhidas pelo jogador à medida que seus Sims passam pela carreira ou fazem relacionamentos. Enquanto os Sims jogam com essas histórias, eles são capazes de subir de nível e desbloquear novas cenas. Histórias avançadas também podem desbloquear novos móveis ou itens de vestuário.

## Desenvolvimento
Em 2019 The Sims Mobile teve o seu desenvolvimento transferido da Maxis para a Firemonkeys.
Em 2020, o desenvolvimento do jogo foi transferido novamente, desta vez para a EA India (EA Slingshot Games).
Em 2024, a Electronic Arts (EA) anunciou uma decisão sobre o futuro do The Sims Mobile, informando que nenhum conteúdo novo ou atualizações para o jogo serão lançados. Em vez disso, os eventos anteriores do jogo serão repetidos, enquanto os servidores permanecerão ativos para manter a experiência dos jogadores existentes. Esta medida indica um pré-encerramento do jogo.

## Recepção
Teve recepção mista da crítica, No site Metacritic tem uma avaliação de 70/100 e uma recepção muito negativa do público. Eles elogiaram os gráficos, Design e o fato de contar histórias através das ações dos Sims, Mas o fato de não adiantar o tempo igual ao, The Sims 4. O torna um "The Sims Freeplay 2.0 ". Não teve o mesmo sucesso que o Freeplay tendo só 10 milhões de dowloads (No Brasil teve mais de 900 mil dowloads).
O jogo foi indicado para "Melhor Jogo Mobile" no 30º GLAAD Media Awards.

## Requisitos
Para rodar o jogo, Na plataforma Android os requisitos são um Android 4.1 ou superior.